# Талишинский Камень
Талишинский Камень — вершина на Южном Урале, в хребте Уралтау. Административно находится в Учалинском районе Республики Башкортостан. Высота — 983,7 м над уровнем моря.
Находится в северной части хребта Уралтау, в 12 км на юго-восток от п. Тирлянский.  К северу от горы начинается река Вишнёвый Дол (левый приток р. Белая) (Рундквист, 2013).
Склоны пологие, покрыты смешанным лесом, местами отмечены луговины с покосами (Рундквист, 2013).